# Estrategia para los Balcanes Occidentales
La Estrategia para los Balcanes Occidentales (también conocida como "Una perspectiva de ampliación creíble y un mayor compromiso de la Unión Europea con los Balcanes Occidentales") es una política seguida por la Unión Europea con sus socios y candidatos a la adhesión en la región occidental de la Península Balcánica. Anunciada por el presidente de la Comisión Europea, Jean-Claude Juncker, en su discurso sobre el estado de la Unión de 2017, esta política reúne los objetivos de la estrategia global para la Política Común de Seguridad y Defensa de la Unión Europea (PCSD) y la política de ampliación específica para los Estados de esta región.
El subgrupo regional de los Balcanes Occidentales está compuesto por cinco de los nueve estados candidatos (Albania, Bosnia y Herzegovina, Macedonia del Norte, Montenegro y Serbia) y Kosovo, que solo tiene el estatus de candidato potencial. Cada uno de estos estados ha firmado un Acuerdo de estabilización y asociación con la UE para facilitar su aproximación a las normas de la UE (criterios de Copenhague y eventual acervo comunitario).
Por los efectos derivados de la guerra ruso-ucraniana, los Balcanes Occidentales han adquirido mayor importancia geopolítica. Así, desde 2022 ha habido un replanteamiento de la relación bilateral y las instituciones europeas ha manifestado un interés por estabilizar la región y evitar conflictos que obliguen a desviar el foco de su respuesta a la invasión rusa de Ucrania. En consecuencia, la percepción de Rusia como un agresor ha ejercido de catalizador para reestructurar la política de ampliación de la UE. Este impulso ha implicado un cambio de paradigma respecto al rumbo tomado en 2014 cuando la Comisión Europea oficializó la parálisis de los procesos de adhesión en un momento de creciente contestación del relato europeo que fue conocido como la «fatiga europea». No obstante, la asertividad de la Comisión ha cambiado desde el final del mandato de Juncker y, sobre todo, a partir del mandato de Ursula von der Leyen.
Sin embargo, varios gobiernos de la UE —incluyendo el Eje Alemania-Francia— han considerado que la entrada de nuevos socios hace necesaria una reforma de la UE, y han expresado su preocupación, no solo sobre cómo proceder para garantizar la adhesión de nuevos Estados miembros sin que las instituciones pierdan eficacia, sino también por los insuficientes avances en las reformas de los candidatos. Y es que durante una década estas candidaturas —en diferentes fases de proceso— estuvieron marcadas por el inmovilismo y los vetos de los gobiernos de los Estados miembros, lo que incrementó el escepticismo en torno a una ampliación hacia la región.
Antes de finalizar el proceso de ampliación existen aspectos decisivos que tratar como la repartición del poder político derivado del aumento demográfico de la UE, cómo redistribuir los fondos de cohesión o cómo lograr consensos y unidad de acción cuando los Estados miembros superen la treintena, habida cuenta de los problemas existentes para alcanzar la unanimidad, sobre todo en materias como la fiscalidad o la PCSD. El sistema de mayoría cualificada en la Unión Europea que rige las votaciones en el Consejo de ministros requiere los votos del 55 % de los Estados miembros que representen a una mayoría del 65 % de la población de la Unión.
En 2023, un informe de los gobiernos de Alemania y Francia planteó la posibilidad de un avance gradual de los países candidatos, según una iniciativa ya incluida en la metodología de ampliación propuesta por la Comisión von der Leyen. Según este proyecto dichos Estados podrían participar en determinadas políticas de la UE antes de su adhesión formal. Además, las negociaciones tendrían carácter reversible si los candidatos no cumpliesen con los criterios de Copenhague.

## Contexto

### Características específicas de la región
La disolución de Yugoslavia se refiere a los hechos ocurridos en la antigua Yugoslavia entre el 25 de junio de 1991 y el 27 de abril de 1992, que condujeron a esta disolución y a la formación de seis nuevas repúblicas soberanas (Eslovenia, Croacia, Bosnia-Herzegovina, Montenegro, Macedonia del Norte y Serbia), y que para algunos expertos también incluye la independencia reconocida parcialmente a nivel internacional de la provincia serbia de Kosovo, ocurrida en 2008. La disolución de Yugoslavia se produjo como resultado de una serie de agitaciones políticas y conflictos durante la década de 1990. Las repúblicas constituyentes de la República Federativa Socialista de Yugoslavia se separaron, después de sufrir un periodo de crisis política en la década de 1980 tras la muerte de Tito, pero los problemas no resueltos causaron una serie de cruentos conflictos bélicos, conocidos como guerras yugoslavas, que afectaron principalmente a Croacia, Bosnia y Kosovo.
La RFSY, o Yugoslavia, era un país que ocupaba un territorio que abarcaba desde Europa Central hasta los Balcanes, con un conflicto étnico histórico. El país era una conglomeración de seis repúblicas regionales y dos provincias autónomas, que estaba dividido según las etnias y que en la década de 1990 se separó en varios países independientes. Estas ocho entidades federativas pasaron a ser seis repúblicas: Eslovenia, Croacia, Bosnia y Herzegovina, Macedonia, Montenegro, Serbia, y dos provincias autónomas dentro de Serbia: Kosovo y Voivodina. Bosnia y Herzegovina no había existido como un estado mezclado étnicamente desde 1465, y además no tenía una mayoría étnica clara, con 44 % de musulmanes, 33 % de serbios, 18 % de croatas y otras minorías.[cita requerida] La distribución geográfica de los grupos étnicos que componían Yugoslavia representaba el hecho de que cada nación tenía una población en cada una de las seis repúblicas. Yugoslavia pasó a ser un país con siete fronteras, seis repúblicas, cinco nacionalidades, cuatro idiomas, tres religiones, dos alfabetos y un líder.
La agitación nacionalista serbia iniciada por Milošević a finales de la década de 1980 se considera la clave del inicio de la disolución de este estado. Hubo muchos detonantes, pero los principales fueron la abolición de la autonomía de Kosovo por Milosevic en 1990 y, sobre todo, que los serbios de la región croata de la Krajina declararan su separación de Croacia en marzo de 1991, lo que llevó a Croacia y Eslovenia a declarar unilateralmente su independencia el 25 de junio de 1991. Esto produjo un efecto de contagio en el resto de las repúblicas yugoslavas. Debido al choque entre el nacionalismo serbio (Milošević), el croata (Tuđman) y el bosnio (Izetbegović), estalló guerra muy violenta. Meses después, el 15 de enero de 1992, los países de la CE y la comunidad internacional reconocieron la independencia de Eslovenia y de Croacia, lo que provocó el fin de Yugoslavia, aunque Serbia y Montenegro seguirían usando esta denominación (sin reconocimiento internacional) hasta 2003.
Debido a que la estructura demográfica de Bosnia comprendía una población de serbios y croatas cercana al 50 % y con ideas de independencia basadas en las etnias más que en la nación, el control del territorio volvió a abrirse a diferentes interpretaciones. Grandes zonas de Bosnia, Croacia y Serbia se denominaron como zonas en disputa. Los elementos más importantes que fomentaron la discordia fueron la formación del Reino de Yugoslavia, la guerra civil y el genocidio (véase campo de concentración de Jasenovac) llevada a cabo por el Estado Independiente de Croacia durante la Segunda Guerra Mundial, la idea de la "Gran Serbia" y las adaptaciones balcánicas del paneslavismo.
La desintegración de Yugoslavia está claramente relacionada en el contexto del fin de la guerra fría y la disolución de otros países del bloque oriental como la Checoslovaquia y la URSS.

### Acuerdo de estabilización y asociación
Los acuerdos de estabilización y asociación forman parte del Proceso de Estabilización y Asociación de la UE (PEA) y de la Política Europea de Vecindad (PEV). En la actualidad, los países y territorios de los Balcanes Occidentales son el foco del PEA. Se han implementado en específico Acuerdos de Estabilización y Asociación (AEA) con varios países y territorios balcánicos que incluyen explícitamente disposiciones para la futura adhesión a la UE del país involucrado. Los AEA son similares en principio a los Acuerdos Europeos firmados con los países de Europa Central y Oriental en la década de 1990 y al Acuerdo de Asociación con Turquía.
Los Acuerdos de Estabilización y Asociación se basan principalmente en el acervo comunitario de la UE y se basan en su promulgación en la legislación de los estados y territorios cooperantes. La profundidad de la armonización de políticas que esperan los Acuerdos de Estabilización y Asociación es menor que para los Estados miembros de la UE; algunas áreas de política en el Acervo pueden no estar cubiertas por un Acuerdos de Estabilización y Asociación determinado.
Las relaciones de la UE con los estados y territorios de los Balcanes Occidentales pasaron de las "Relaciones Externas" al segmento de políticas de "Ampliación" en 2005. Desde 2015, Albania, Macedonia del Norte, Montenegro y Serbia son reconocidos oficialmente como candidatos para la membresía. Bosnia y Herzegovina y Kosovo no son reconocidos como países candidatos, sino como posibles candidatos.
A partir de abril de 2016, Albania, Bosnia y Herzegovina, Kosovo, Macedonia del Norte, Montenegro y Serbia tienen Acuerdo de Estabilización y Asociación en vigor. Anteriormente, Croacia tenía Acuerdo de Estabilización y Asociación, pero caducaría cuando se adhirieron a la UE en 2013.

### Refundación de la Unión Europea

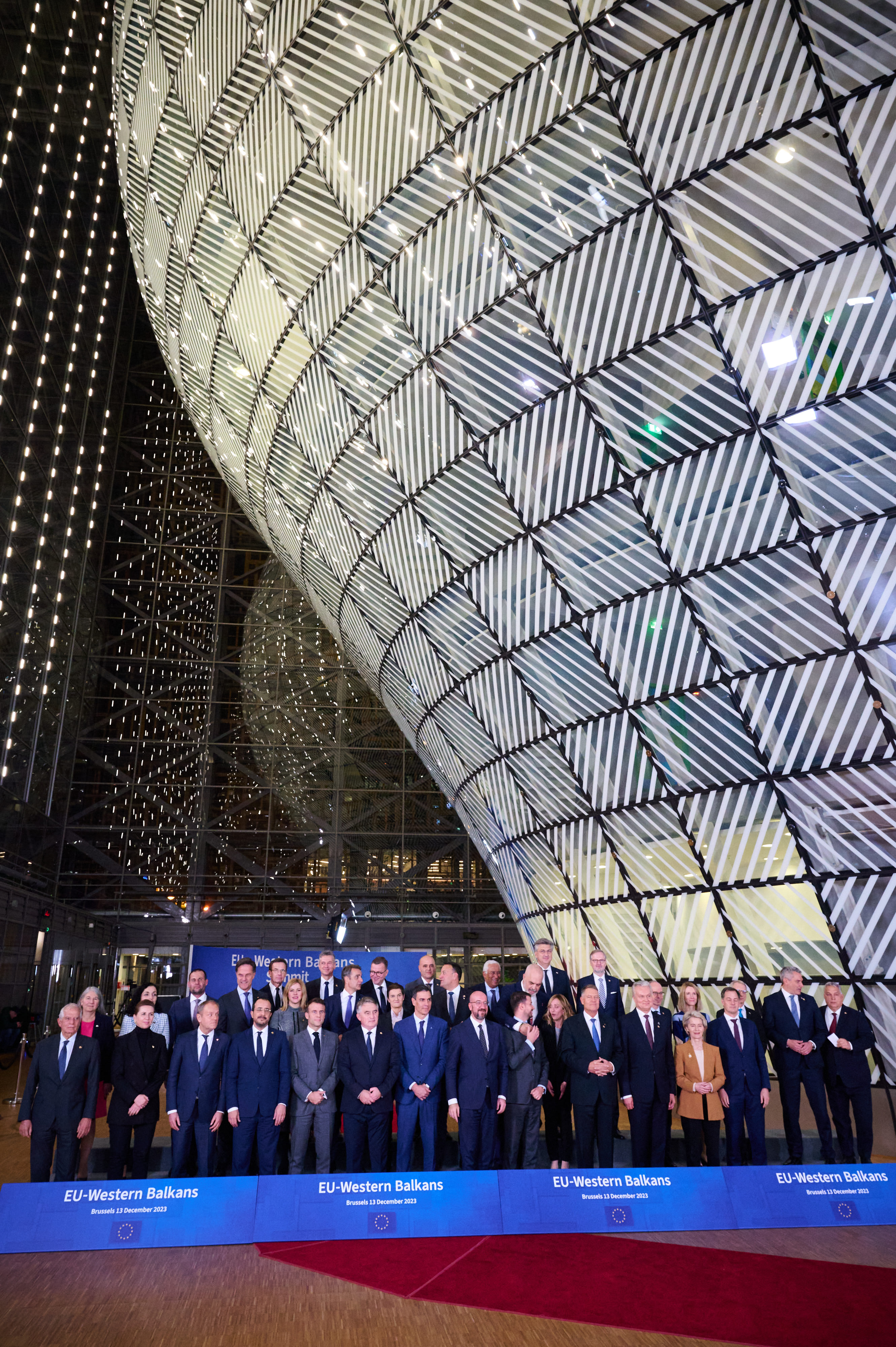
Cumbre Balcanes Occidentales-Unión Europea en el Edificio Europa (2023).

La refundación de la Unión Europea es el proyecto que busca la reforma institucional y constitucional para adaptar a dicha organización a los futuros cambios globales y avanzar en la integración europea. Fue iniciado en 2017 y ha sido impulsado principalmente por la Comisión Europea y el denominado eje franco-alemán. Aunque el término «refundación» ha sido utilizado especialmente por el presidente de Francia, Emmanuel Macron y su gobierno, diferentes actores políticos se han referido a la situación empleando términos variados para reflejar la voluntad de aumentar la capacidad geopolítica, la autonomía estratégica o la soberanía de la Unión. Por ejemplo, durante la presidencia francesa del Consejo de la UE en 2022, el propio Macron utilizó como eslogan las palabras «relanzamiento, poder, pertenencia».
En medio de la tensión diplomática entre Rusia y la UE y la intensificación de la rivalidad entre China y Estados Unidos, la UE comenzó a debatir la noción de autonomía estratégica, que exige a la organización defender su soberanía y promover sus intereses de manera independiente. Dicha autonomía suele vincularse a la defensa, pero podría ir más allá, teniendo en cuenta que a nivel internacional las capacidades económicas y tecnológicas han ganado relevancia. Sin embargo, varios líderes europeos aspiran a dotar a la UE de las capacidades militares que consideran necesarias para garantizar su defensa en pos de conseguir la autonomía estratégica.
Entre tanto, en Estados Unidos, los gobiernos de Donald Trump y Joe Biden asumieron una postura de relativa ruptura respecto a la UE, lo que ha generado una «pérdida de confianza» en la relación bilateral dentro de la clase política y la opinión pública en la UE. Paralelamente las nuevas relaciones eurobritánicas, tras la salida del Reino Unido de la UE en 2020, se han desarrollado en medio de un reforzamiento de la angloesfera que ha chocado con algunos intereses de la UE.

## Objetivos
A través de seis iniciativas principales, la Estrategia para los Balcanes Occidentales pretende apoyar la transformación para que los países afectados cumplan los valores de la Unión Europea y, a largo plazo, puedan alcanzar los criterios de convergencia:
- El Estado de derecho: con planes de acción individuales y detallados para el cumplimiento de las normas de la UE y un seguimiento especial para los países candidatos; incluido el despliegue de nuevas misiones de asesoramiento.
- Seguridad y control migratorio: con una cooperación reforzada en la lucha contra el crimen organizado y el terrorismo, así como el refuerzo del control fronterizo y la gestión de migrantes, y una mayor cooperación con la agencia Frontex.
- Desarrollo socioeconómico: incluye una serie de mecanismos diseñados para facilitar la financiación de las PYME, la investigación y la innovación. La UE también apoya programas de reforma económica centrados en el empleo, la reforma social, la educación y la salud. La financiación de Erasmus+ se duplicará.
- Conectividad del transporte y la energía: en particular para garantizar el suministro hacia y desde los Balcanes. La Unión de la Energía debería ampliarse a los Balcanes Occidentales.
- Estrategia digital: cubre áreas concretas como la reducción de los costos de itinerancia, el apoyo al despliegue de banda ancha, el desarrollo de servicios públicos en línea, etc.;
- Reconciliación regional y relaciones de buena vecindad: su objetivo es mejorar la cooperación en los ámbitos de la justicia, la educación, la cultura, la juventud y el deporte, para que el tumultuoso pasado de la región pueda olvidarse.

La estrategia también establece los pasos que deben dar Montenegro y Serbia para completar sus procesos de adhesión, con el objetivo de cumplir los criterios de Copenhague para 2025.

## Recursos
El Parlamento Europeo es responsable de gestionar el presupuesto asignado a esta política; Sólo para 2018, la financiación de los instrumentos de preadhesión aumentó hasta 1.070 millones de euros para la región de los Balcanes Occidentales. El seguimiento del uso de la ayuda lo lleva a cabo la Comisión de Asuntos Exteriores del Parlamento Europeo, que nombra relatores permanentes para todos los países candidatos y candidatos potenciales; el Parlamento expresa sus posiciones en informes anuales sobre cada país.
La Comisión Europea también señala que la Unión es el principal inversor y socio comercial de la región.